# Porsche 968
La Porsche 968 è un'autovettura sportiva prodotta dalla casa automobilistica tedesca Porsche tra il 1991 ed il 1995 in versioni coupé e cabriolet.

## Storia e profilo

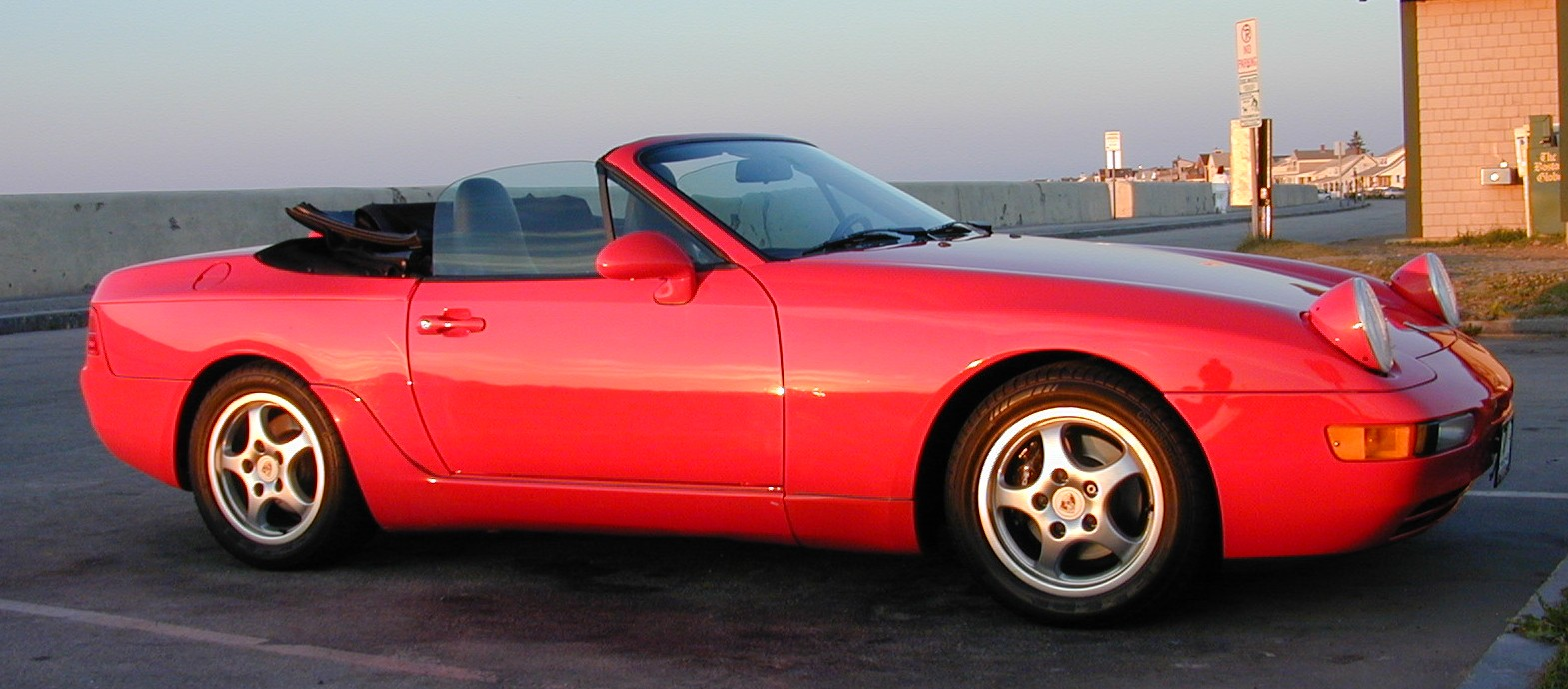
La versione cabriolet

La 968 (che avrebbe dovuto chiamarsi 944 S3), altro non era che un'evoluzione tecnica e stilistica della 944 (a sua volta evoluzione della 924). Tecnicamente presentava un motore anteriore raffreddato a liquido abbinato alla trazione posteriore.
Dal punto di vista estetico le novità maggiori si trovavano nel frontale, completamente ridisegnato in stile 928 e nella coda (anch'essa ampiamente modificata). Inoltre i parafanghi, sempre allargati, si raccordavano più dolcemente alla fiancata.

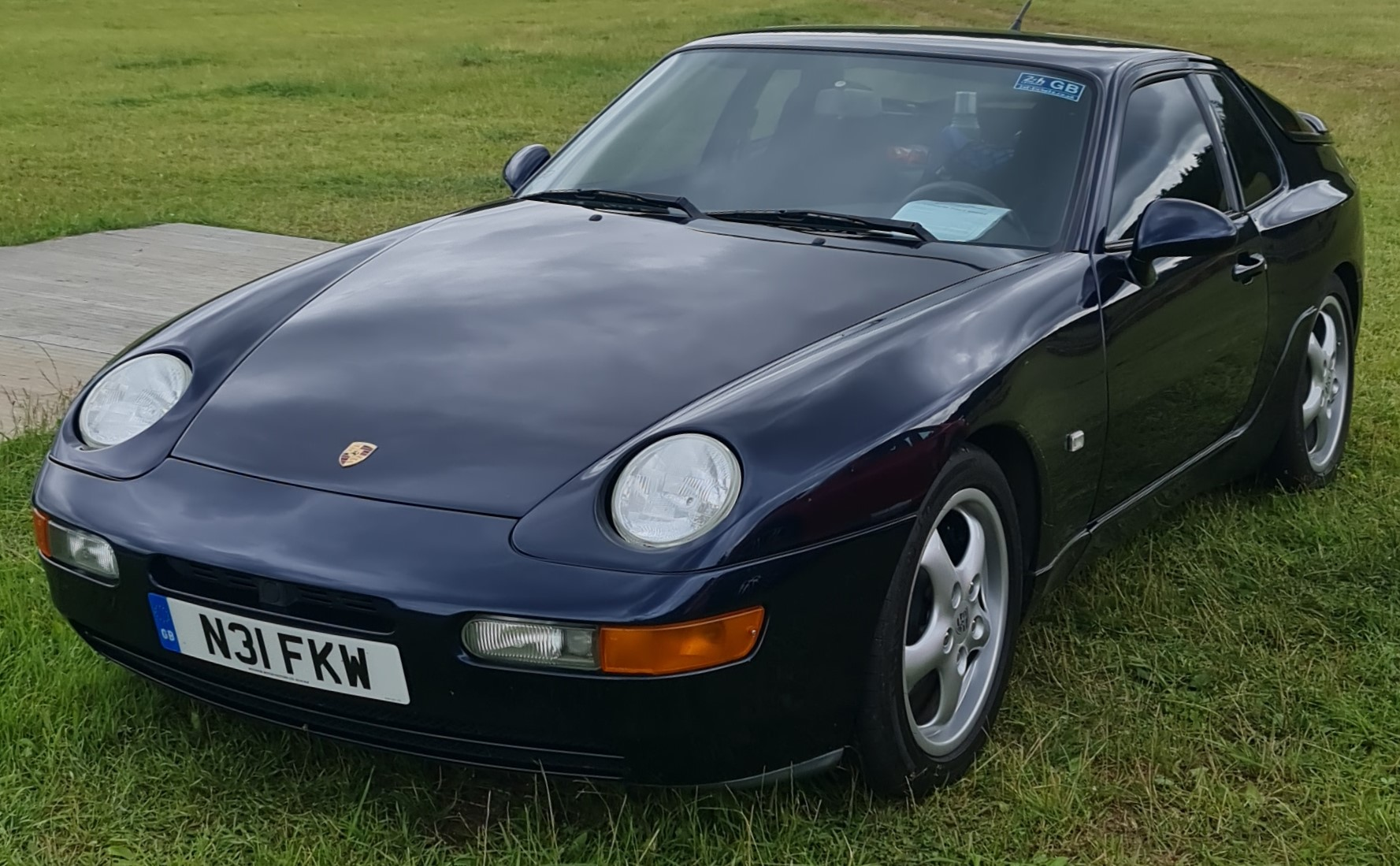
968 CS

Dal punto di vista tecnico, confermata la meccanica transaxle della 944, le novità si concentravano sul motore (lo stesso 3 litri della 944 S2, ma con fasatura variabile Variocam) e sul cambio manuale a 6 marce. Era disponibile anche il cambio automatico Tiptronic.
Grazie ad una potenza di 240 CV, la 968, disponibile sia con carrozzeria coupé che cabriolet, era in grado di superare i 250 km/h.
Nonostante un prezzo di listino più basso di quello della 944 S2, la 968 non ottenne successo.
Emblematico fu il caso della versione Turbo S (con motore turbocompresso da 305 CV) del 1993: sarebbe dovuta essere prodotta in 100 esemplari, ma ne furono venduti solo una decina.
Una sorte leggermente migliore toccò alla contemporanea 968 CS, versione alleggerita e sportiva della 968 coupé, che alla fine risulterà la versione più gradita.

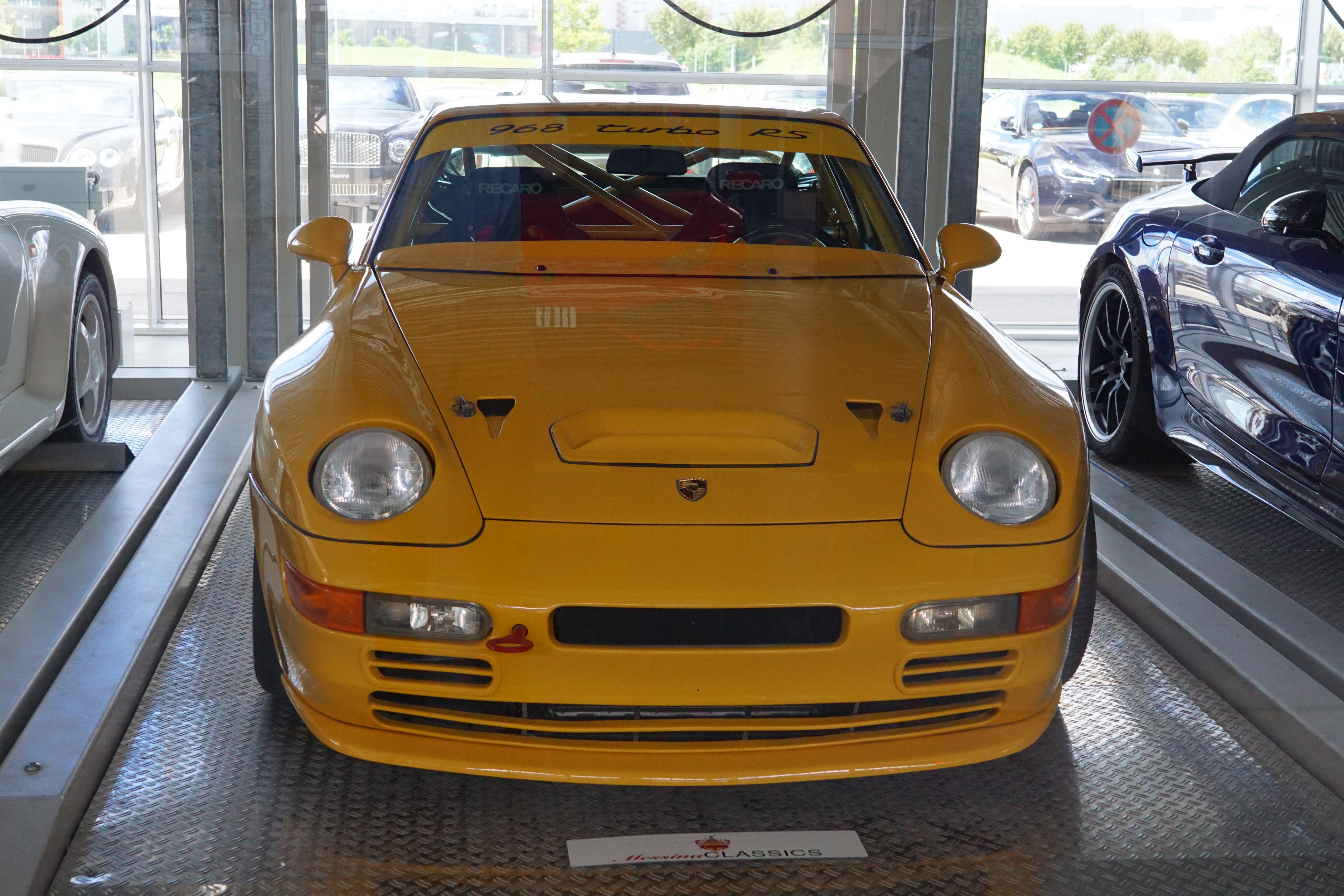
968 Turbo RS

Tutti i modelli uscirono di listino nel 1995, contemporaneamente alla Porsche 928; le fonti differiscono tra loro sul numero di esemplari effettivamente prodotti, si stimano circa 11.248 968 in tutte le versioni.
La vettura non ebbe alcuna erede diretta e fu per vari anni l'ultima Porsche equipaggiata da un motore anteriore, fino alla presentazione della Porsche Cayenne. Come vettura di classe inferiore alla 911, Porsche la sostituì in catalogo l'anno successivo con la Boxster, vettura di nuova e diversa progettazione e architettura.